# Сеник Микола Северинович
Мико́ла Севери́нович Се́ник (Се́ннік) (1899 , Стінка, Бучацький повіт (Королівство Галичини та Володимирії), Королівство Галичини та Володимирії, Австро-Угорщина  — невідомо ) — український радянський діяч, селянин, заступник голови Золото-Потікського райвиконкому Тарнопольської області. Депутат Верховної Ради УРСР 1-го скликання (з 1940).

## Біографія
Народився 1899 року в бідній селянській родині в селі Стінка, тепер Бучацький район Тернопільська область, Україна. Після закінчення сільської школи працював наймитом, молотобійцем кузні поміщика Чинського.
У 1914 році поїхав на заробітки на територію сучасної Чехії, де працював на шахтах і в економіях.
У 1917 році мобілізований до австрійського війська, учасник Першої світової війни. У 1919 році демобілізувався і повернувся до рідного села Стінки.
З 1920 по вересень 1939 року — наймит у поміщицьких економіях та в заможних селян на Тернопільщині.
З приходом Червоної армії, 28 вересня 1939 року був призначений головою волосного комітету села Золотий Потік Тарнопольського воєводства. У жовтні 1939 року обраний депутатом Народних Зборів Західної України.
З кінця 1939 року — голова сільської ради села Золотий Потік Золото-Потікського району Тарнопольської області.
24 березня 1940 року обраний депутатом Верховної Ради УРСР 1-го скликання по Тлустенському виборчому округу № 384 Тарнопольської області
У 1940–1941 роках — заступник голови виконавчого комітету Золото-Потікської районної ради депутатів трудящих Тарнопольської області.
У 1945 році «зник безвісти».